# 伊勒河畔圣梅达尔
伊勒河畔圣梅达尔（法語：Saint-Médard-sur-Ille，法語發音：[sɛ̃ medaʁ syʁ il]）是法国伊勒-维莱讷省的一个市镇，位于该省中北部，属于雷恩区。

## 地理
伊勒河畔圣梅达尔（48°16'22"N, 1°39'35"W）面积18.22 平方千米，位于法国布列塔尼大區伊勒-维莱讷省，该省份为法国西北部沿海省份，位于布列塔尼半岛东部，北濒大西洋，西接阿摩尔滨海省和莫尔比昂省，南至大西洋卢瓦尔省，西南端接曼恩-卢瓦尔省，东临马耶讷省，东北与芒什省接壤。
与伊勒河畔圣梅达尔接壤的市镇（或旧市镇、城区）包括：昂杜耶-讷维尔、欧比涅、吉佩勒、默莱斯、蒙特勒伊勒加、伊勒河畔蒙特勒伊、圣欧班多比涅、维尼奥克、伊勒河畔圣日耳曼。

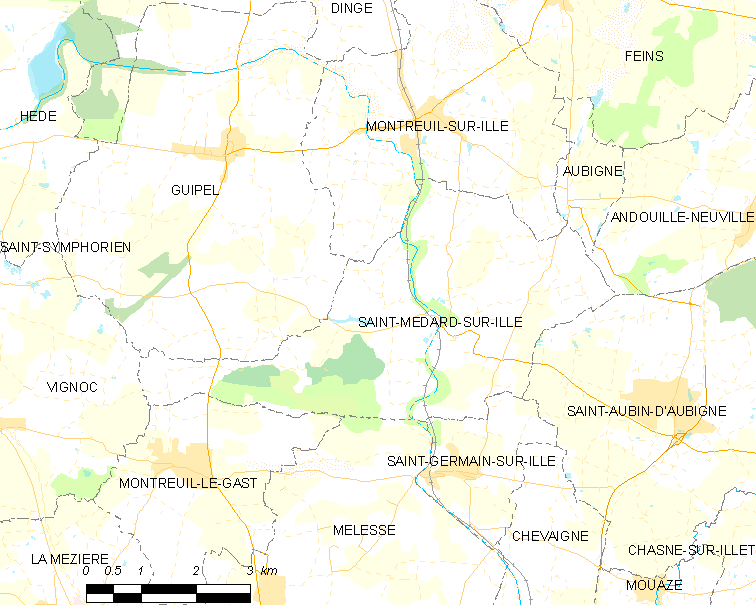
伊勒河畔圣梅达尔的OSM定位图

伊勒河畔圣梅达尔的时区为UTC+01:00、UTC+02:00（夏令时）。

## 行政
伊勒河畔圣梅达尔的邮政编码为35250，INSEE市镇编码为35296。

## 政治
伊勒河畔圣梅达尔所属的省级选区为默莱斯县。

## 人口

1962-2008年间伊勒河畔圣梅达尔人口变化图示

伊勒河畔圣梅达尔于2022年1月1日时的人口数量为1350人。